# Gerrit Viljoen
Gerrit van Niekerk Viljoen, häufig kurz Gerrit Viljoen  (* 11. September 1926 in Kapstadt; † 29. März 2009 in Stilbaai) war ein südafrikanischer Professor für Altphilologie, Hochschulrektor und Politiker der Nasionale Party mit mehreren nationalen Ministerfunktionen. Von 1979 bis 1980 war er Generaladministrator in Südwestafrika.

## Jugend und Ausbildung
Gerrit Viljoen war das Kind von Hendrik Geldenhuys Viljoen und seiner Frau Helena (geb. Stofberg). In der Familie wuchsen weitere drei Geschwisterkinder auf. Sein Vater war zu dieser Zeit der Herausgeber des Magazins Die Huisgenoot, eine afrikaanssprachige Familienzeitschrift zur Unterhaltung sowie Vermittlung von burischer Kultur und Politik. Im Jahre 1931 zog die Familie nach Pretoria, wo sein Vater eine Professorenstelle an der Universiteit van Pretoria im Bereich der Altertumswissenschaften antrat.
Als junger Mensch war Gerrit Viljoen bereits im Familienkreis mit Politikfragen in Verbindung gekommen. Seine Eltern zählten in den 1930er Jahren zu den Unterstützern des politischen Kurses von Daniel François Malan, als es auf dessen Betreiben im Zusammenhang mit einer großen „Parteienfusion“ zur Abspaltung der ultrakonservativen Buren von der Nasionale Party kam. Diese Zäsur erzeugte polarisierende Diskussionen in der Gesellschaft. Viljoens Interesse an der Politik setzte sich von der Schulzeit über das Studium fort.
In Pretoria verbrachte Viljoen seine Schulzeit, zuerst von 1933 bis 1938 an der Pretoria Oos Laerskool und danach an der Afrikaanse Hoër Seunskool, wo er 1943 sein Matric ablegte. Danach studierte er sieben Jahre an der Universiteit van Pretoria und erwarb einen Master in Altphilologie sowie einen Bachelor of Laws (LL.B.). Nachfolgend setzte er seine Ausbildung im Ausland fort, studierte an der University of Cambridge und promovierte 1955 zum Doctor of Letters (D.Litt.) und D. Phil an der Universität Leiden. Seine Dissertation ist eine Arbeit über das literarische Schaffen des antiken griechischen Dichters Pindar (522–446 v. Chr.).
Während seiner Studienzeit beteiligte sich Viljoen für vier Jahre an der Arbeit des Studentenrats. Dieses Interesse verleitete ihn auch zur Beteiligung an der Bildung des 1948 gegründeten Afrikaner Studentebond (ASB), womit mehrere Organisationen burischer Studenten nach der Zersplitterung in den 1930er Jahren wieder zusammengefasst wurden. Viljoen wirkte bei diesem Prozess im Vereinigungskomitee aktiv mit. Im Verlauf seines Studienaufenthaltes in Oxford veränderten sich seine politischen Sichtweisen. Er kam dabei mit Piet Koornhof in Kontakt, einem späteren Minister in Südafrika, der hier 1952 promoviert hatte. An der Universität Leiden traf Viljoen mit Menschen zusammen, deren kritische Sichtweisen auf die damaligen südafrikanischen Verhältnisse zu angeregten Diskussionen führten. Während seiner Auslandsstudien prägten sich seine tragenden politischen Überzeugungen heraus, die von denen im Elternhaus abwichen.
Schließlich nahm er die Mitgliedschaft in der Nasionale Party (NP) an und stand Ende der 1960er Jahre dem SABRA vor. In den frühen 1970er Jahren leitete Viljoen einen NP-Verband in Johannesburg-West und von 1974 bis 1980 stand er als Vorsitzender an der Spitze des einflussreichen Afrikaner Broederbond. Der bisherige Vorsitzende Andries Treurnicht unterlag 1974 bei der Kandidatur um dieses Amt.

## Akademischer Berufsjahre
Nach seiner Rückkehr von den Auslandsstudien nahm er 1955 zunächst die Stelle eines senior lecturer an der University of South Africa (UNISA) an. Nach einigen Jahren übernahm Viljoen hier eine Professur für Altphilologie, die er bis 1967 ausübte. Danach wechselte er als Gründungsrektor an die neu errichtete Randse Afrikaanse Universiteit in Johannesburg.
Im Verlaufe seines akademischen Berufslebens übernahm Viljoen verschiedene nebenberufliche Führungsfunktionen. Dazu zählte der Vorsitz im National Education Council, die Mitwirkung im Prime Minister’s Scientific Advisory Council, am Human Sciences Research Council sowie der Vorsitz im Board of the State Library. Ferner war er Mitglied des Council of the University of Fort Hare und beteiligte sich am geschäftsführenden Vorstand der Federasie van Afrikaanse Kultuurvereniging (FAK) sowie als Trustee in der South African Foundation.

## Politisch-administrative Funktion in Südwestafrika/Namibia
Auf Beschluss des südafrikanischen Premierministers Pieter Willem Botha und ohne vorherige Konsultation mit dem Außenministerium übernahm Viljoen ab 2. August 1979 das Amt des Administrator-General von South West Africa/Namibia, das er jedoch nur bis September 1980 ausübte. Die Ablösung seines Vorgängers Marthinus J. Steyn stand im Zusammenhang mit der formellen Aufhebung der Rassentrennungspolitik infolge des internationalen Drucks auf Südafrika. Ein Jahr vor seiner Berufung in diese Funktion hatte das südafrikanische Kabinett verfügt, dass die South African Service Commission eine Dienststelle (genannt: Central Personnel Institution) in Windhoek zum Zwecke eines eigenständigen öffentlichen Dienstes eröffnen werde, in deren Folge die bislang mit Südwestafrika befassten Regierungsstellen dahin umziehen und dort als directorates die Landesverwaltung gewährleisten sollen. Viljoen hatte diesen Prozess federführend mitzugestalten. Zum Ende des Jahres 1979 waren alle zentralen Regierungsstellen für das besetzte Gebiet in Windhoek ansässig. Ausgenommen waren davon die Polizei, die Landesverteidigung, die nationale Sicherheit, die Äußeren Angelegenheiten, die Steuer- und Zollaufgaben und die Eisenbahnverwaltung. Als nächste Etappe legte Viljoen dem südafrikanischen Parlament am 28. November 1979 eine Reform des Verwaltungsaufbaus in South West Africa/Namibia vor. Demzufolge war die Errichtung eines mehrstufigen Systems vorgesehen, zunächst kam es jedoch unterhalb seiner Verwaltungsebene nur zur Errichtung einer zweiten Verwaltungsstufe in Form von Selbstverwaltungskörperschaften (second tier authorities) der ethnischen Gruppen. Diese standen unter der Kontrolle der von Weißen besetzten National Assembly von SWA/Namibia. Die stark eingeschränkten Zuständigkeiten dieser Körperschaften bewegten sich nur in den nachfolgend aufgeführten sektoralen Aufgaben: der Landbesitz, die Landwirtschaft und damit verbundene Kreditvergaben, die Schulbildung auf Basis der Grundschulebene, die Gesundheitsversorgung sowie Sozialleistungen und Pensionszahlungen. Im Verlauf dieser Amtsperiode veranlasste er mit der Einführung der Proclamation AG 8/1980 eine neue konstitutionelle Rahmensetzung für das besetzte und faktisch aus Pretoria geführte Gebiet. In diese Zeit fiel mit der Proclamation No AG 105/1980 auch die offizielle Errichtung der South West African Territory Force zum 1. August 1980.

## Ministerämter
Im Jahre 1980 übernahm Viljoen sein erstes Ministeramt als Minister of National Education. Ein Jahr später kandidierte er bei den Parlamentswahlen im April 1981 und gewann er ein Mandat für den Wahlkreis Vanderbijlpark.
Als Minister für Nationale Bildung war er ausschließlich für die Bildungseinrichtungen der weißen Bevölkerung zuständig. Das Ministerium modernisierte er in den Führungs- und Organisationsstrukturen, die seinen Erfahrungen aus dem Aufbau der Randse Afrikaanse Universiteit und seiner Tätigkeit im damaligen Südwestafrika entsprachen. Zudem reformierte er die Arbeits- und Besoldungsverhältnisse von Lehrern, unter anderem zugunsten von verheirateten Frauen in diesem Beruf. In seiner Amtszeit wurde begonnen, die Vergütungsstrukturen für das pädagogische Personal auf allen Ebenen zu vereinheitlichen. Seine bedeutendste Leistung in diesem Amt war allerdings die Novellierung der Gesetzgebung hin zu einer einheitlichen Bildungspolitik in dem demografisch definierten Zuständigkeitsbereich des Ministeriums, die Zusammenführung verschiedener Bildungsabteilungen, damit ein Monitoring verschiedener Sachanliegen möglich wurde, wie einheitliche Bildungsstandards, Prüfungen und Zeugnisse sowie die Formulierung einer allgemeinen Bildungspolitik.
Im September 1984, das Jahre mit dem Inkrafttreten einer neuen Verfassung für Südafrika, übernahm Viljoen das Ministerium für Cooperation, Development and Education, das durch die Fusion der bisherigen Ressorts für Cooperation and Development sowie Education and Training entstand. Es handelte sich dabei um Ministerien, die den Aufgabenbereich der ehemaligen Bantu Administration abdeckten. Im Zuge der sogenannten Reformapartheid erfolgte im September 1985 die Umbenennung seines Ministeriums in Department of Education and Development Aid.
Auf die Forderungen nach einer Demokratisierung des Alltags an den Bildungseinrichtungen für Schwarze reagierte er mit einem Entwurf zur Überarbeitung der bestehenden Regularien für die Student Representative Councils (SRCs), die Schülerräte. Zu den Kernaussagen seiner Vorschläge gehörte die Wählbarkeit der Schülerratsmitglieder, aber keine Leitungs- und Übernahmeoption der Schulen durch die Räte, lediglich eine Mitwirkung bei Bildungsfragen ohne Bezugnahmen auf politische Belange. Diese Vorschläge fanden in der Zielgruppe keine Unterstützung; das einflussreiche Soweto Parent’s Crisis Committee lehnte sie ab. Diese Organisation verwies auf die im Dezember 1985 zu erwartenden Leitgedanken aus der Education Consultative Conference an der Witwatersrand-Universität. Herrschende Meinungen unter den Betroffenen waren damals von den Positionen der Azanian Students’ Organisation  und des Azanian Student Movement bestimmt, die eine Abtrennung der Schülerkörperschaften vom Handlungsfeld des gemeinsamen „Befreiungskampfs“ ablehnten.
Ungeachtet eigener Rückschläge auf diesem Politikfeld betrieb Viljoen die Reform des Bildungswesens für die schwarze Bevölkerungsmehrheit weiter voran. Mit einem erweiterten Budgetvorschlag für den Bereich Education and Training im Parlament (April 1986) verbesserte er die Bedingungen für Vorschulkinder, schuf die Einführung einer berufsorientierten Bildung zur Sicherung größerer Berufswahlmöglichkeiten, veranlasste weitere Vereinheitlichungen im Besoldungssystem der Lehrer mit freier Schulwahl ab 1986 sowie ab 1987 die freie Auswahl der Schulbücher an den Bildungseinrichtungen.
In dieser Zeit bewegte sich Viljoen möglicherweise auf dem Höhepunkt seiner beruflichen Karriere. Er war Vizevorsitzender seiner Partei im Provinzverband Transvaal, Ehrenpräsident der Classical Association of South Africa, zudem Mitglied der Suid-Afrikaanse Akademie vir Wetenskap en Kuns („Südafrikanische Akademie für Wissenschaft und Kunst“) und korrespondierendes Mitglied der Koninklijke Nederlandse Akademie van Wetenschappen.
Im September 1989 ernannte ihn der Staatspräsident zum Minister of Constitutional Development and Planning and of National Education (deutsch etwa: „Ministerium für Verfassungsentwicklung und Planung und Nationale Bildung“). Schon im März 1990, als Konsequenz aus der Legalisierung des ANC und PAC sowie der SACP, wurden seine Ministerämter an andere übertragen, um ihn für neue Aufgaben im gesellschaftlichen Umgestaltungsprozess freizuhalten. Roelof Meyer (NP) übernahm das gesamte Department of Constitutional Development and of National Education und Tertius Delport (NP) den Teilbereich für Verfassungsentwicklung.
In der Phase zur Beendigung der Apartheid wurde Viljoen von der Nasionale Party zur Teilnahme an den Beratungen der Convention for a Democratic South Africa (Codesa) delegiert. Dadurch nahm er an den direkten Verhandlungen der Regierung mit der ANC-Delegation teil. Die Anstrengungen dieser Zeit führten im Mai 1992 zu einer Erkrankung. Zudem wurden in einem Untersuchungsbericht des Richters Pickard Vorwürfe auf Korruption gegen Viljoen erhoben, die sich auf seine Amtsperiode als Bildungsminister zwischen 1984 und 1989 bezogen. Demnach sollen durch ihn Milliarden von Rand missbräuchlich eingesetzt worden sein.
Schließlich berief ihn Staatspräsident Frederik Willem de Klerk in sein engeres Regierungsteam. Viljoen übernahm Mitte 1992 die Aufgabe als Minister of State Affairs in the Office of the State President in der Präsidentenkanzlei. Hier ergaben sich weitere Aufgaben bei den Verhandlungen zum demokratischen Übergang in Südafrika.

## Persönliches
Gerrit Viljoen heiratete die Biochemikerin Magdalena van der Merwe. Das Ehepaar hatte zwei Söhne und fünf Töchter.

## Ehrungen
- 1981: Honorary LL.D (Ehrendoktor Jura) der Randse Afrikaanse Universiteit,[1]
- 1982: Honorary D.Ed (Ehrendoktor Bildung) der Universiteit van die Oranje-Vrystaat,[1]
- Medaille der Suid-Afrikaanse Akademie vir Wetenskap en Kuns.[1]

## Publikationen
- 1955: Pindaros se tiende en elfde Olympiese odes. (Dissertation). Luctor et Emergo, Leiden[7]
- 1959: Cicero, die student. Universiteit van Suid Afrika (Publikasiekomitee van die Universiteit van Suid-Afrika)[8]
- 1978: Die kwaliteit van ons oorlewing. In: Aambeeld, 6 (1978), Heft 1. ISSN 0301-6102 (Opinieblad van die Randse Afrikaanse Universiteit)[9]
- 1978: Ideaal en werklikheid: rekenskap deur‘n Afrikaner. Tafelberg-Verlag, Kapstadt. ISBN 0624012344[10]
- 1979: Vernuwing en Voortgang. Tafelberg-Verlag, Kapstadt. ISBN 0624013049[11]